# Palmarès del Club Sportif Sfaxien
Il Club Sportif Sfaxien è una società calcistica tunisina con sede a Sfax.
Fondato nel 1928, il club ha vinto 8 campionati tunisini, 5 Coppe di Tunisia, una Coppa di Lega. In ambito internazionale vanta 3 Coppe della Confederazione CAF, 2 Champions League arabe ed una Coppa CAF.

## Competizioni nazionali
- Campionato tunisino: 8

1968-1969, 1970-1971, 1977-1978, 1980-1981, 1982-1983, 1994-1995, 2004-2005, 2012-2013
- Coppa di Tunisia: 6

1970-1971, 1994-1995, 2003-2004, 2008-2009, 2018-2019, 2020-2021
- Coupe de la Ligue Professionelle: 1

2002-2003

## Competizioni internazionali
- Coppa della Confederazione CAF: 3

2007, 2008, 2013
- Coppa CAF: 1

1998
- Champions League araba: 2

2000, 2003-2004
- Coppa delle Coppe nordafricana: 1

2009

## Altri piazzamenti
- Campionato tunisino:

Secondo posto: 2013-2014, 2019-2020
Terzo posto: 1996-1997, 1998-1999, 1999-2000, 2010-2011, 2011-2012, 2015-2016, 2018-2019, 2023-2024
- Coppa di Tunisia:

Finalista: 1976-1977, 1983-1984, 1996-1997, 1999-2000, 2009-2010, 2011-2012, 2013-2014
- Coupe de la Ligue Professionelle:

Finalista: 1999-2000
- Supercoppa di Tunisia:

Finalista: 1995, 2019, 2021, 2022
- CAF Champions League:

Finalista: 2006
Semifinalista: 1996, 2014
- Coppa della Confederazione CAF:

Finalista: 2010
Semifinalista: 2018-2019
- Supercoppa CAF:

Finalista: 2008, 2009, 2014
- Champions League araba:

Finalista: 2004-2005
- Coppa dei Campioni del Maghreb:

Finalista: 1970, 1972